# Брентвуд (Њујорк)
Брентвуд (енгл. Brentwood) насељено је место без административног статуса у америчкој савезној држави Њујорк.

## Демографија
По попису из 2010. године број становника је 60.664, што је 6.747 (12,5%) становника више него 2000. године.
| Група             | 2000.          | 2010.          |
| Белци             | 13.439 (24,9%) | 8.554 (14,1%)  |
| Афроамериканци    | 9.735 (18,1%)  | 9.934 (16,4%)  |
| Азијати           | 1.084 (2,0%)   | 1.193 (2,0%)   |
| Хиспаноамериканци | 29.251 (54,3%) | 41.529 (68,5%) |
| Укупно            | 53.917         | 60.664         |